# Рашитова, Сагида Фареевна
Танхылу Рашитова (Сагида Фареевна Рашитова) (1 января 1905, Кузяново, Уфимская губерния — 21 февраля 1988, Уфа) — башкирская театральная артистка, общественный деятель. Одна из первых национальных сцены. Народная артистка Башкирской АССР (1940). В 1939—1945 годах избиралась депутатом Уфимского горсовета.

## Биография
Рашитова Сагида Фареевна родилась 1 января 1905 года в деревне Кузяново Стерлитамакского уезда Уфимской губернии (Ишимбайский район РБ) в крестьянской семье.
В 1922—1924 училась в Башкирском институте народного образования в Оренбурге, участвовала в работе любительского театра. В 1932 году окончила Башкирский техникум искусств (педагоги В. Г. Муртазин-Иманский, М. А. Магадеев, Х. Г. Бухарский).
Работала в 1924—1970 годах в Башкирском академическом театре драмы.
Скончалась 21 февраля 1988 года в Уфе.

## О псевдониме
В 1922 году самодельным коллективом башкирского института народного образования поставлена пьеса Бурангулова «Ашкадар» 1917 года, основанная на сюжете народных песен и легенд. Сюжет пьесы: молодой охотник Юмагул и девушка Танхылу любят друг друга, к отцу девушки приходят сваты и после долгих раздумий родители решаются выдать её за Юмагула. Состоялась свадьба, и молодые зажили счастливо. Но во время охоты Юмагул погиб, его родители созвали кураистов и певцов, которые и сочинили песню «Ашкадар» о гибели охотника. Спектакль имел серьёзный успех, особенно зрители отметили игру Сагиды Рашитовой, исполнительницы роли Тансылу. В 1924 году она была приглашёна в башкирский театр Уфы и стала известной актрисой, взяв себе сценический псевдоним Тансылу Рашитовой.
Также есть упоминание, что Рашитова — «Дальняя родственница Валиди Тансылу Рашитова — она поменяла имя, чтобы уберечься».

## Театральные работы
Роли Танхылу («Ашҡаҙар» — «Ашкадар» М. А. Бурангулова) , Шаура («Шәүрәкәй» — «Шаура» Бурангулова), Сарвар («Башмагым»), Галиябану (драма М.Файзи), Ынйыкай («Ынйыҡай менән Юлдыҡай» — «Ынйыкай и Юлдыкай» Х. Г. Габитова), Дездемона («Отелло» У.Шекспира), Амалия («Юлбаќарҙар» — «Разбойники» Ф.Шиллера), Марья Антоновна («Тикшереүсе» — «Ревизор»), Агафья Тихоновна («Өйләнеү» — «Женитьба»; обе — Н. В. Гоголя), Анна Таланова («Ябырылыу» — «Нашествие» Л. М. Леонова), Шамсинур («Ул ҡайтты» — «Он вернулся» А. К. Атнабаева).

## Награды и звания
- Заслуженная артистка Башкирской АССР (1935)
- Народная артистка Башкирской АССР (1940)
- Два ордена Трудового Красного Знамени (1944, 08.06.1955).

## Память
В родной деревне Кузяново её именем названа улица Т.Рашитовой.